# 志茂田誠諦
志茂田 誠諦（しもだ じょうたい、1952年 - ）は日本の浄土真宗僧侶である。築地本願寺新報編集主幹。

## 著書
- 『名城巡礼』ぶんか社、2006年2月